# La Salvetat-Saint-Gilles
La Salvetat-Saint-Gilles is een gemeente in het Franse departement Haute-Garonne (regio Occitanie). De plaats maakt deel uit van het arrondissement Toulouse. La Salvetat-Saint-Gilles telde op 1 januari 2022 8.477 inwoners.

## Geografie
De oppervlakte van La Salvetat-Saint-Gilles bedroeg op 1 januari 2022 5,75 vierkante kilometer; de bevolkingsdichtheid was toen 1.474,3 inwoners per km².

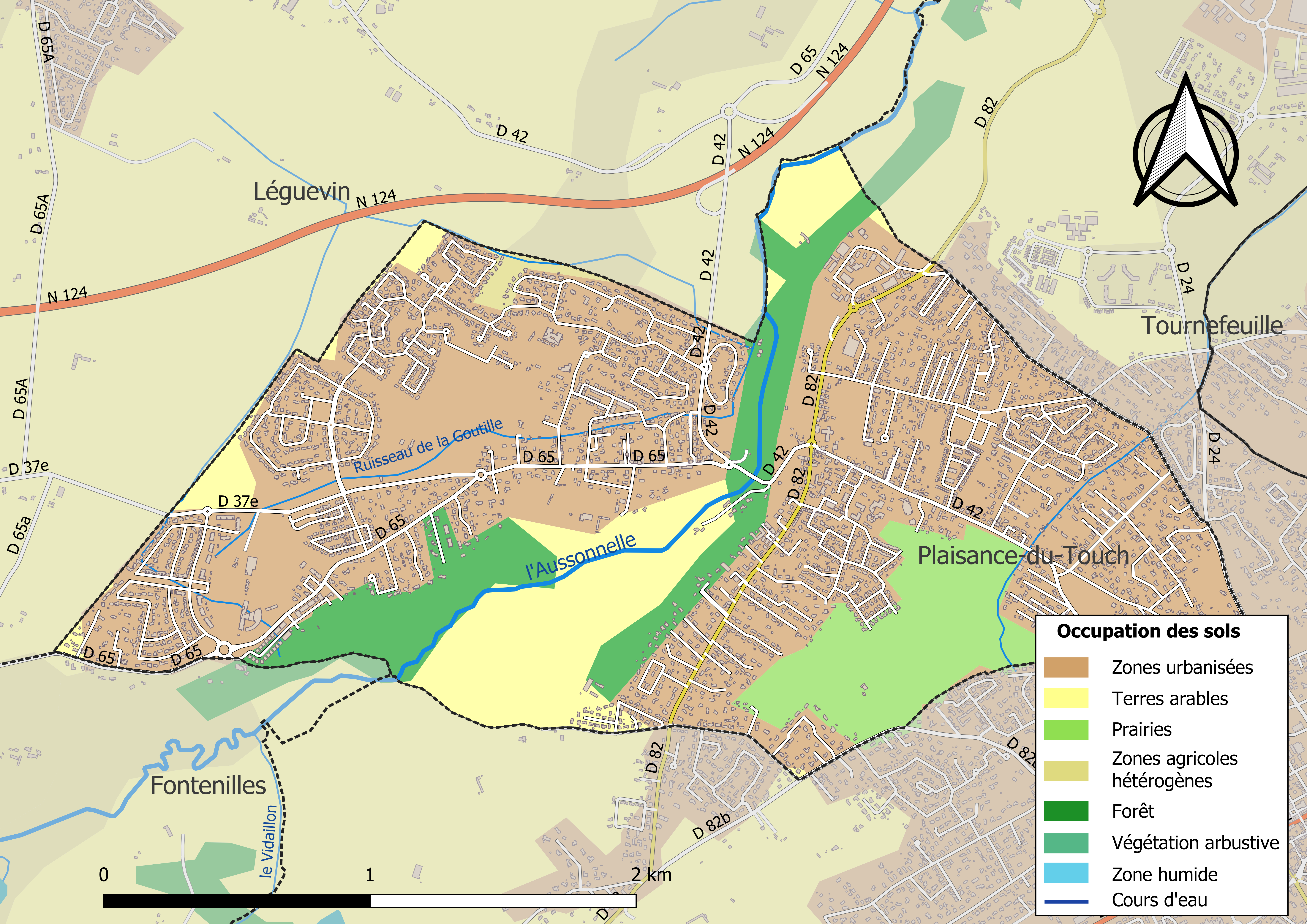
Kaart van de gemeente met belangrijkste infrastructuur, bodemgebruik en omliggende gemeenten

## Demografie
De figuur toont het verloop van het inwonertal (bron: INSEE-tellingen).